# Salmo letnica
Ohridsforell (Salmo letnica), lokalt känd som Koran eller Korani på albanska och охридска пастрмка (ohridska pastrmka) på makedonska, är en art av laxfiskar som tillhör familjen Salmonidae. Den är en endemisk art i Ohridsjön och dess biflöden, samt dess utlopp, floden Svarta Drin, på gränsen mellan Albanien och Nordmakedonien.

## Taxonomi
Arten tillhör det breda öringkomplexet (brown trout complex) och har genetiska och morfologiska likheter med andra öringarter. Trots detta klassificeras Salmo letnica som en separat art i bevarandesammanhang.
Det finns fyra former som särskiljs genom lekplats och lektid:
- Salmo balcanicus – leker vid sjöns utlopp (möjligen utdöd).
- Salmo lumi – leker i bifloder under januari–februari.
- Salmo aphelios – leker vid källor under maj–juli.
- Salmo letnica – leker i januari–februari.

Ohridsjön hyser även en annan endemisk laxfiskart: Salmo ohridanus.

## Biologi
Ohridsforellen kan bli upp till 76 cm lång och väga upp till 6,5 kg. Den blir könsmogen vid 5–6 års ålder, vanligen vid 36–40 cm längd. Den lever på 60–80 meters djup, har silverfärgad kropp med svarta och röda prickar längs sidolinjen, och rosa köttfärg.
Unga individer äter främst zooplankton. Vuxna fiskar äter även andra fiskar, särskilt Alburnus scoranza. Under lek bildas par snarare än stim.

## Bevarandestatus
Enligt IUCN Red List (2024) har Salmo letnica officiellt klassificerats som Endangered (EN) under kriterierna B1ab(iii)+2ab(iii). Tidigare status var Data Deficient (DD), senast bedömd 2006. Denna förändring speglar ökad oro för artens framtid.

## Hot och bevarandeinsatser
Beståndet hotas av vattenföroreningar. Exemplaren kan bilda hybrider med andra släktmedlemmar i samma sjö. Salmo letnica fiskas intensiv.  Överfiske är ett allvarligt hot, särskilt i Albanien där reglering endast gäller under lekperioden. I Nordmakedonien rådde ett totalförbud 2004–2014. 

## Introduktioner utanför ursprungsområdet

### Serbien
Fiskar introducerades i Vlasinasjön under 1950-talet. Populationen blomstrade först, men minskade under 1980-talet på grund av vattenkraftsreglering. Bevarandeförsök med artificiell lek återupptogs under 1990-talet.

### USA
Mellan 1968 och 1971 introducerades arten i flera delstater: Colorado, Minnesota, Montana, Tennessee, Wyoming. Ägg skickades från Jugoslavien till kläckerier i Iowa och Minnesota, men inga beständiga populationer etablerades.

## Kulturell betydelse

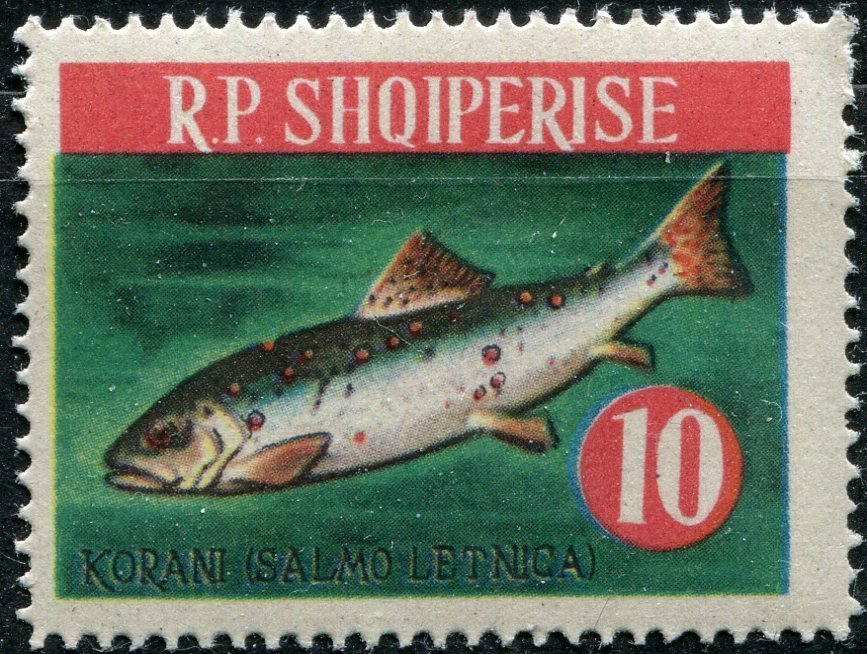
Albanskt frimärke från 1964 som visar Ohridsforellen.

Ohridsforellen har länge betraktats som en gastronomisk delikatess i Pogradec och regionen kring Ohridsjön. Fisken beskrivs ofta som ”den godaste fisken i världen”, särskilt uppskattad när den tillagas i ugn (”tavë”) eller grillad med vin, lök och valnötter. Vissa beskriver den till och med som ”oersättlig” och väsentligt godare än exempelvis amerikansk Rainbow Trout.
Ohridsforellen har inte bara ekologisk utan också kulturell betydelse i både Albanien och Nordmakedonien. Den är:
- Avbildad på ett albanskt frimärke från den kommunistiska epoken (1964-1980), där fisken identifieras som “Korani (Salmo letnica)”.
- Avbildad på baksidan av det nordmakedonska 2-denarsmyntet från 1993.